# (400004) 2006 HD34
(400004) 2006 HD34 es un asteroide perteneciente al cinturón de asteroides, descubierto el 19 de abril de 2006 por el equipo del Mount Lemmon Survey desde el Observatorio del Monte Lemmon, Arizona, Estados Unidos.

## Designación y nombre
Designado provisionalmente como 2006 HD34.

## Características orbitales
2006 HD34 está situado a una distancia media del Sol de 2,437 ua, pudiendo alejarse hasta 2,853 ua y acercarse hasta 2,021 ua. Su excentricidad es 0,170 y la inclinación orbital 2,800 grados. Emplea 1390,09 días en completar una órbita alrededor del Sol.

## Características físicas
La magnitud absoluta de 2006 HD34 es 18,1.